# Arda (rivière de Bulgarie)
Pour les articles homonymes, voir Arda (homonymie).
L'Arda (en bulgare : Арда, en grec moderne : Άρδας, Ardas, en latin : Artiscus) est une rivière dont la source se trouve en Bulgarie, dans le massif du Rhodope, près de la ville de Smoljan.
Sa source se trouve près du mont Ardin, en territoire bulgare, tout près de la frontière grecque.
Ses principaux affluents sont la Vărbica, la Krumovica et la Černa.
Elle parcourt 290 km vers l'est, arrosant les villes de Rudozem, Kărdžali, Madžarovo et Ivajlovgrad, avant de traverser l'extrême nord de la préfecture d'Évros, dans le nord de la Grèce, où elle arrose la ville de Kastanies. Elle se jette enfin dans la Marica (en grec Έβρος, Évros), à l'ouest d'Edirne (Andrinople, Turquie), où elle contribue à la formation du delta d'Orestiada (aujourd'hui Karagats).
La partie bulgare de son cours est marquée par trois lacs de barrage servant à la production hydro-électrique et à l'irrigation : barrages de Kărdžali, de Studen Kladenec et d'Ivajlovgrad. L'Arda est le plus long fleuve des Rhodopes. Près d'Ardino, le pont médiéval dit Pont du diable (Dyavolski most (en)) est une attraction touristique connue dans tout le pays.
En 2005, des inondations ont causé des dégâts importants, en particulier à Kastanies et dans le secteur de la confluence avec la Marica.
Un pic Arda se trouve dans l'île Livingston sur la bordure du continent Antarctique (en bulgare Арда връх, Arda vrăh). Il a été nommé d'après la rivière par la Commission bulgare pour les toponymes antarctiques.

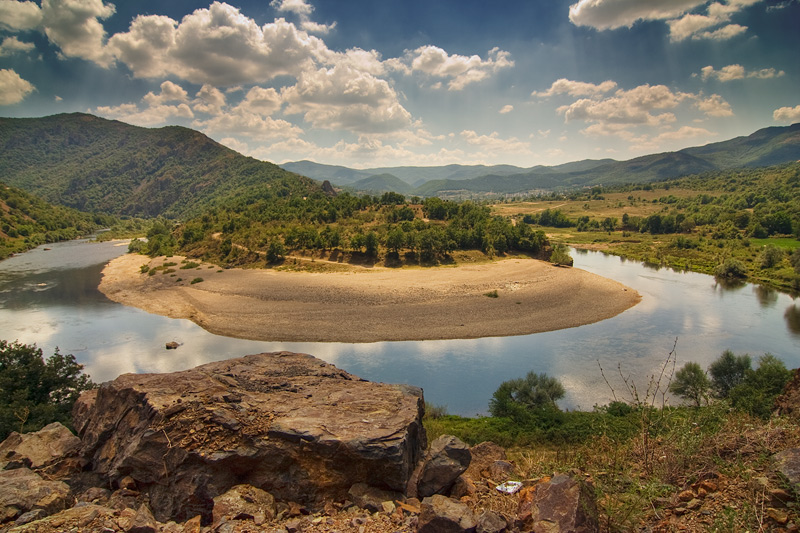
Méandre de l'Arda en Bulgarie
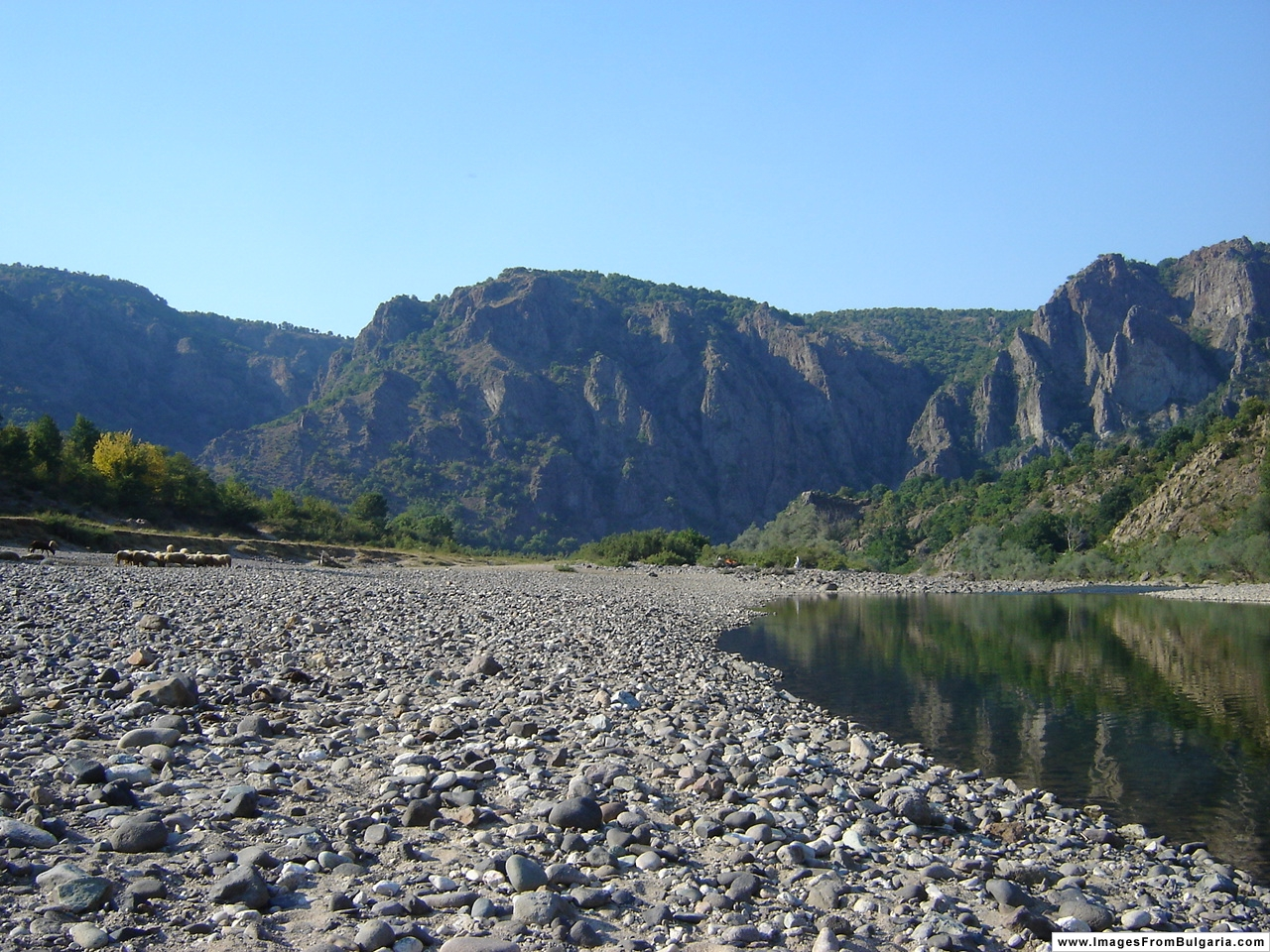
L'Arda près de Madžarovo
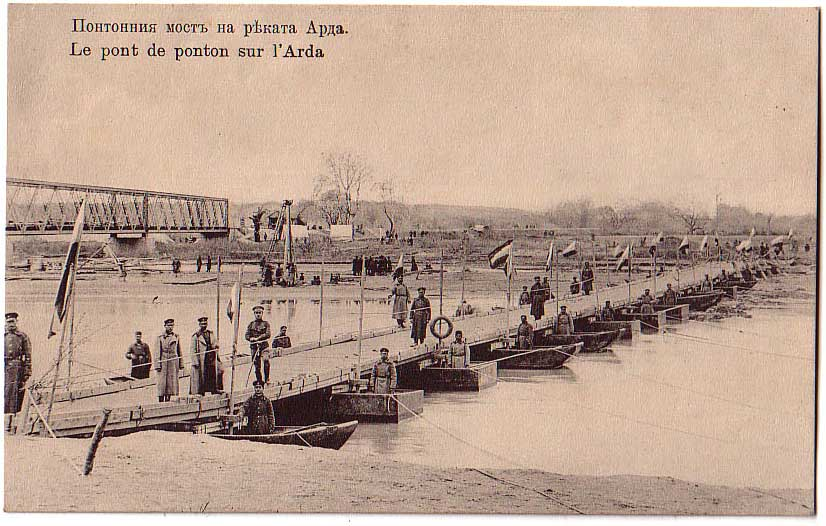
Pont militaire sur l'Arda pendant l'une des deux Guerres balkaniques
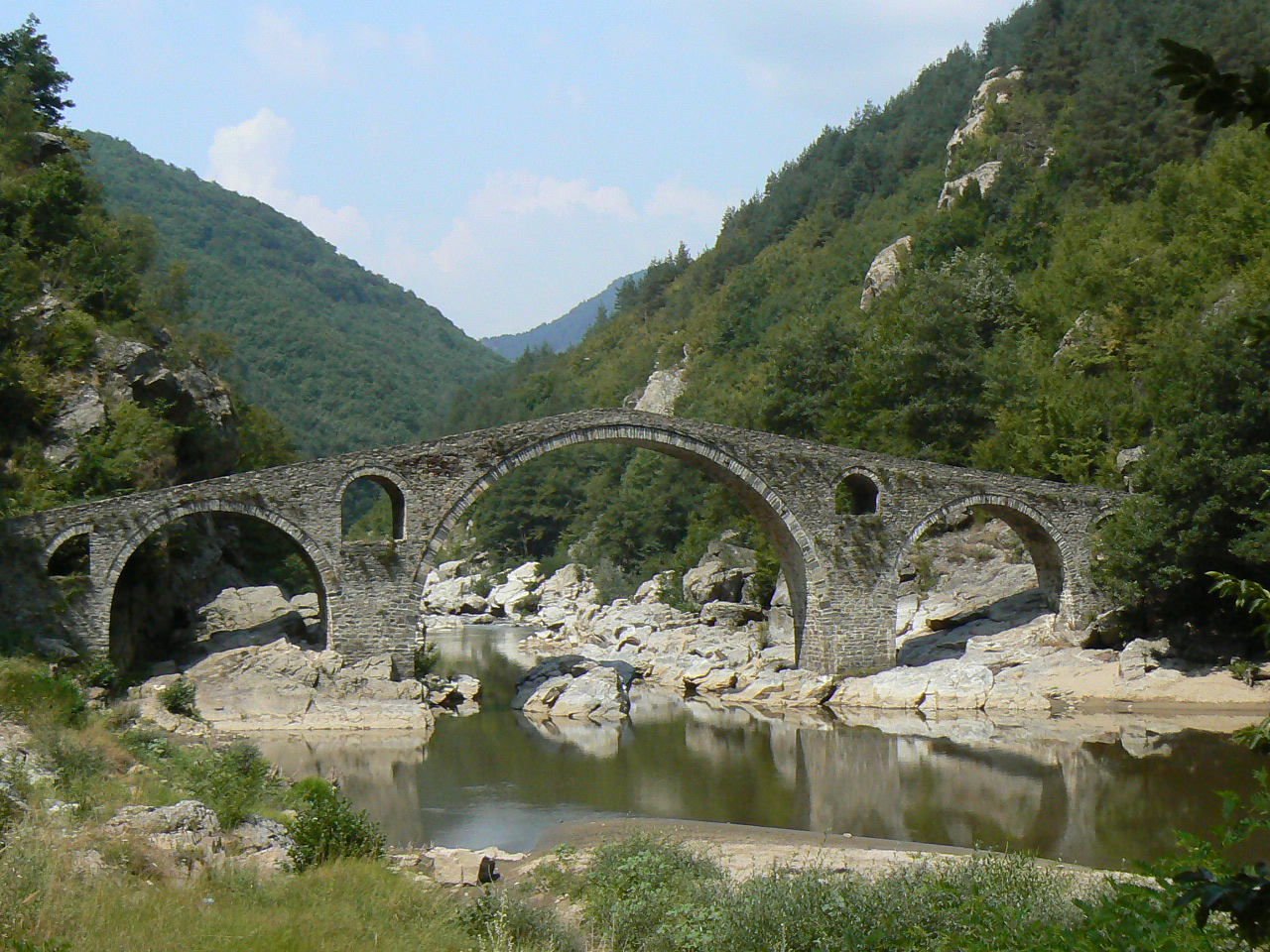
L'Arda près du Pont du diable
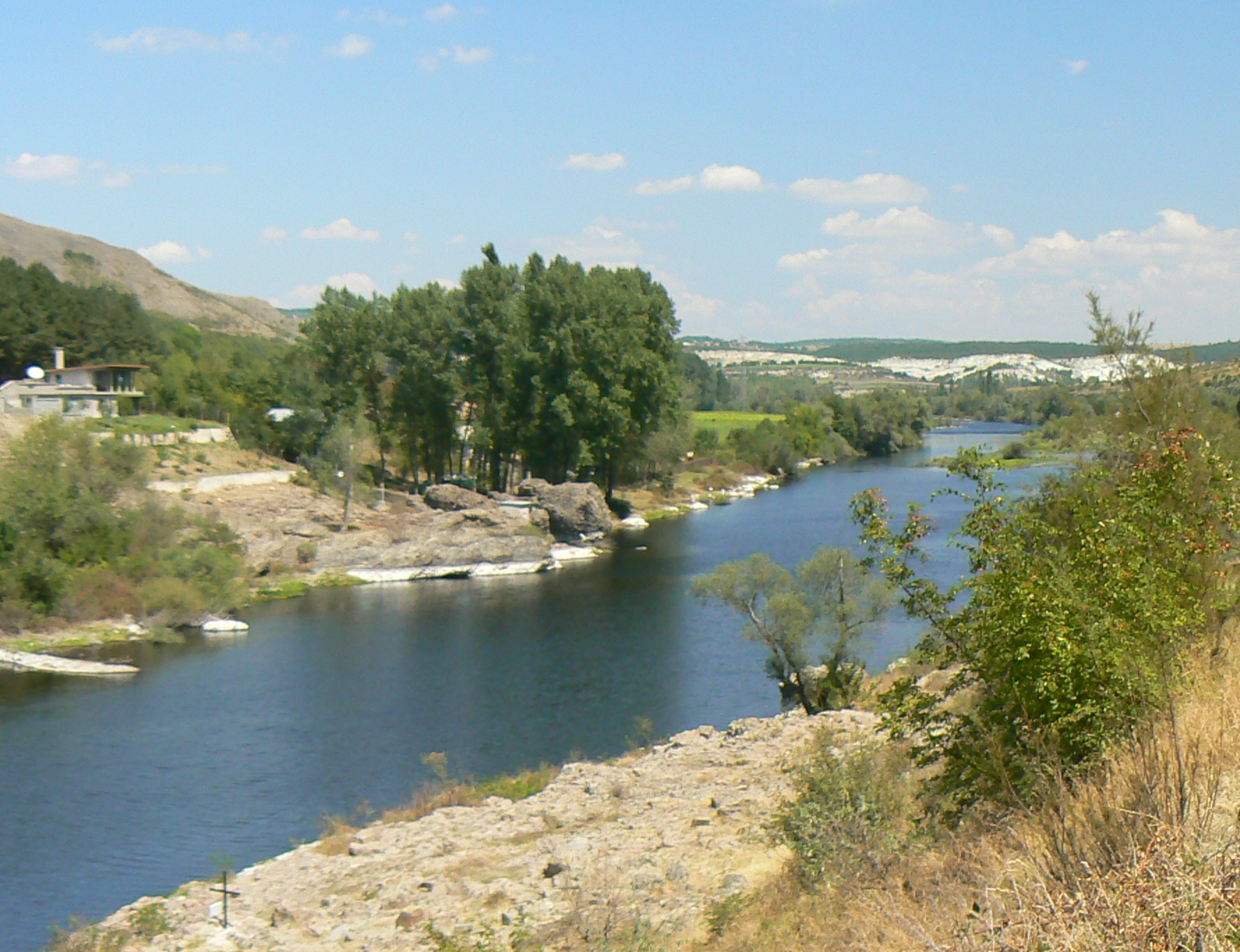
L'Arda après le lac de barrage de Studen Kladenec